# Procleia
Procleia (in greco antico: Πρόκλεια?, Prókleia) o Proclia è un personaggio della mitologia greca. Fu una principessa di Troia.

## Genealogia
Figlia di Laomedonte o di Clizio, sposò Cicno ed ebbe i figli Tenete ed Emitea.

## Mitologia
Fu la prima moglie di Cicno al tempo in cui era re di Colone nella Troade e dopo la sua morte l'ex marito si risposò con Filonome.